# Forsteronia
Forsteronia är ett släkte av oleanderväxter. Forsteronia ingår i familjen oleanderväxter.

## Dottertaxa tillForsteronia, i alfabetisk ordning[1]
- Forsteronia acouci
- Forsteronia adenobasis
- Forsteronia affinis
- Forsteronia amazonica
- Forsteronia amblybasis
- Forsteronia apurensis
- Forsteronia australis
- Forsteronia brevifolia
- Forsteronia chiriquensis
- Forsteronia cordata
- Forsteronia correntina
- Forsteronia diospyrifolia
- Forsteronia domatiella
- Forsteronia duckei
- Forsteronia elachista
- Forsteronia glabrescens
- Forsteronia gracilis
- Forsteronia graciloides
- Forsteronia guyanensis
- Forsteronia laurifolia
- Forsteronia leptocarpa
- Forsteronia linearis
- Forsteronia lucida
- Forsteronia mollis
- Forsteronia montana
- Forsteronia myriantha
- Forsteronia obtusiloba
- Forsteronia paludosa
- Forsteronia pilosa
- Forsteronia pubescens
- Forsteronia pycnothyrsus
- Forsteronia refracta
- Forsteronia rufa
- Forsteronia schomburgkii
- Forsteronia simulans
- Forsteronia spicata
- Forsteronia subcordata
- Forsteronia tarapotensis
- Forsteronia thyrsoidea
- Forsteronia umbellata
- Forsteronia velloziana
- Forsteronia wilsonii